# Conferencias de Miraflores
Las conferencias de Miraflores fueron reuniones para encontrar una solución negociada frente a la guerra en la Independencia del Perú entre representantes de Joaquín de la Pezuela, virrey del Perú, que lo solicita, y José de San Martín, jefe de la Expedición Libertadora que acepta. 
Las reuniones ocurrieron tras suceder que el gobernador de Panamá dio aviso a Lima de la rebelión en España, acaudillada por el coronel Rafael del Riego, de la gran expedición a Ultramar en auxilio de los realistas, de la restauración de la constitución de Cádiz, y de la anulación de todo lo hecho por el gobierno absolutista del monarca Fernando VII que quedó prisionero. El 11 de abril de 1820 se promulga una Real Cédula que ordena a los jefes españoles iniciar negociaciones de paz con los independentistas americanos. El 13 de julio de 1820 se publicó en la "Gaceta de Lima" lo sucedido en España y se ordenó a los intendentes promulgar la constitución de Cádiz. El virrey promulgó la restauración de la constitución de Cádiz en el Perú el 15 de septiembre de 1820.
EL 7 de septiembre de 1820 la Expedición Libertadora del Perú desembarca en Bahia de Paracas. Las reuniones de paz se sucedieron entre el 30 de septiembre y 1 de octubre de 1820 en el poblado de Miraflores. Representantes de San Martín fueron el rioplatense Tomás Guido y el neogranadino Juan García del Río y del virrey el español Dionisio Capaz y los peruanos José González de la Fuente, IV conde de Villar de Fuentes, e Hipólito Unanue, quien actuó como secretario de su legación. Las negociaciones concluyeron con el rechazo definitivo de José de San Martín a las condiciones de paz propuestas por los representantes de Pezuela.